# Lagenandra undulata
Lagenandra undulata är en kallaväxtart som beskrevs av Sastry. Lagenandra undulata ingår i släktet Lagenandra och familjen kallaväxter.
Artens utbredningsområde är Assam (Indien). Inga underarter finns listade.